# Yangkou (köping i Kina, Shandong)
Yangkou (kinesiska: 羊口镇, 羊口) är en köping i Kina. Den ligger i provinsen Shandong, i den östra delen av landet, omkring 180 kilometer öster om provinshuvudstaden Jinan. Antalet invånare är 60 036. Befolkningen består av 28 996 kvinnor och 31 040 män. Barn under 15 år utgör 13,0 %, vuxna 15-64 år 76 %, och äldre över 65 år 9,0 %.
Genomsnittlig årsnederbörd är 671 millimeter. Den regnigaste månaden är juli, med i genomsnitt 255 mm nederbörd, och den torraste är januari, med 7 mm nederbörd.